# ミヤマタマゴタケ
ミヤマタマゴタケ（深山卵茸、Amanita imazekii T. Oda, C. Tanaka & Tsuda）はハラタケ目テングタケ科に属するキノコの一種。

## 形態
子実体は中形ないし大形で、全体の高さ30cmに達する場合がある。かさは釣鐘形あるいは半球形からほぼ平らに開き、径3-20cm程度、湿時には弱い粘性があるが乾燥しやすく、淡灰白色ないし帯灰褐色あるいは暗灰褐色を呈し、ときにほぼ白色の厚い被膜片を乗せることがあり、周縁部にごく短い放射状の条溝を生じ、表皮は剥げにくい。肉は薄く、もろい肉質で白色を呈し、傷つけても変色せず、味もにおいも温和で刺激性はない。ひだはやや密から密で幅広く、柄に離生しており、白色（老成すればいくぶんクリーム色を帯びる）で縁は粉状をなし、小ひだをまじえる。柄はほぼ上下同大で長さ6-25cm、径5-15mm程度、全体がほぼ白色、なかほどよりやや上部に白色で膜質の「つば」（上面には微細な放射状の条溝をあらわす）を備え、つばより上方はやや粉状、下部は繊維状でしばしば多少ささくれており、基部には白色・膜質の大きな「つぼ」がある。「つぼ」は厚く、内部には柄の基部を囲むようにして襟状のへこみを備えている。
胞子紋は純白色を呈し、胞子は類球形で無色かつ平滑、油滴を含まない。ひだの縁には、無色・薄膜で逆フラスコ状ないしソーセージ状の無性細胞が多数存在する。かさの表皮は多少ゼラチン化した細い匍匐性菌糸（ほぼ無色あるいは淡褐色の内容物を含む）で構成されている。担子柄の基部や、子実体の構成菌糸の隔壁部には、多数のかすがい連結が認められる。

## 生態
初夏から秋にかけて、ブナ科（コナラ・ミズナラ・シラカシ・クリ・スダジイなど）あるいはマツ科（アカマツ・クロマツ・エゾマツ・モミ・カラマツなど）、もしくはこれらが混じった林内の地上に孤生ないし点々と群生する。生態的な性質の詳細については、まだ不明な点が多いが、おそらくこれらの樹木との間に外生菌根を形成して生活しているものと考えられる。

## 分布
現在までのところ、日本特産である。日本では、北海道・千葉県・静岡県・岐阜県などから記録されている。なお、本種のタイプ標本は、岐阜県（高根村日和田高原）において、モミ属をまじえたミズナラ林（海抜1400ｍ付近）内で採集されたものである。 

## 類似種
かさが類白色ないし灰白色を呈するものはドクツルタケなどと、また灰褐色のかさを持つものはタマゴテングタケやコテングタケモドキなどと誤られる場合があるが、後3種はすべて、かさの周縁部に放射状の条溝を生じない点に注意すれば区別することができる。また、ツルタケダマシは、全体に本種よりも小さく、かさの周縁部の条溝がより長い点や、胞子がやや長形（広楕円形）である点で異なっている。

## 食・毒性
属内ではタマゴタケやドウシンタケなどと同じグループに置かれてはいるが、いまのところは食毒不明である。一部には食用に供しているキノコ愛好者もいるようであるが、類似種に毒キノコが多い為、推奨できない。

## 名称の由来
各地のキノコ愛好者の間では、「ミヤマドクツルタケ」・「ミヤマタマゴテングタケ」・「オオフクロテングタケ」，あるいは「オオツルタケダマシ」などの仮名で呼ばれていた。種小名imazekiiは、菌類学者今関六也に献名されたものである。